# Габриел Глид
Габриел Глид (Београд, 1966) српски је вајар, графичар и универзитетски професор. Он је на ликовну сцену Србије ступио 90-тих година 20. века.
Дипломирао и магистрирао на Факултету ликовних уметности у Београду, а данас на истом факултету ради у звању ванредног професора на предмету Вајање и цртање. Своја дела излагао је од 1990. године на више од сто колективних изложби у земљи и иностранству. Самосталним и групним изложбама на простору бивше Југославије и у више европских градова (Солун, Братислава, Амстердам, Москва, Париз...). Добитник је неколико награда из области ликовне уметности.
Дела му се налазе у најважнијим јавним и приватним колекцијама у Србији (Музеј савремене уметности и Народни музеј у Београду, Музеј града Београда, Музеј Zepter, Теленор колекција).

## Живот и каријера
Рођен је у Београду 1966. године, у уметничкој породици, од оца Нандора Глида, вајара и мајке Гордане, сликарке и таписеристкиње, признатих ликовних уметника, који су једним делом утицали на уметничку каријеру свог сина. Након што је завршио вајарски одсек на Факултету ликовних уметности у Београду 1992. године, у класи професора Николе Јанковића и на истом факултету, и у класи истог професора магистрирао је 1994. године.
Од 2009. ради на Факултету ликовних уметности у Београду у звању ванредног професора на предмету Вајање и цртање. Једно време је радио као професор вајарства на Lasalle Уметничком колеџу у Сингапуру (2004. do 2005).
Дела му се налазе у најважнијим јавним и приватним колекцијама у Србији (Музеј савремене уметности и Народни музеј у Београду, Музеј града Београда, Музеј Zepter, Теленор колекција...).

## Ликовно стваралаштво
У свом стваралаштву Габриел Глид се паралелно бави скулптурама и графикама, и тако успешно пркоси култури, беспарици и опстанку уметности на простору Србије, због немања уметничког тржишта.

Kао представника нове београдске скулптуре, Габриел Глид ...
...дубоко задире у примену нових материјала и технологија у домену скулптуре, њено редефинисање и превођење у савремени језик који комуницира са новом реалношћу. Једна од главних карактеристика његовог рада јесте и константно преиспитивање различитих модела репрезентације, као и критички дискурс наспрам визуелне стварности и света у коме живимо.

### Вајарски опус
Вајарски опус Габриела Глида почива и на минималистичком пиступу и пуризму форме, на перфекцији реализације и успешном комбиновању примене традиционалних материјала (дрво, камен) и нових материјала (сунђер, гума, силикон) али и поступака.
Његове скулптуре, укључујући и дела заступљена на најновијим изложбама, у својој примарности подразумевају основне геометијске облике (коцка – Инфакт, ваљак – После или квадар – Почетак...)  које, даљом разрадом  уметник доводи до нових нивоа значења и тумачења.

У тематском погледу Глидово инспиративно полазиšте су различити феномени индивидуалне и друштвене стварности од рецимо питања идентитета (Габијел), потрошачког друштва (Бар код) до геополитичких односа (Почетак, Почетак опет). 
Пластичној интепретацији поменутих тема  аутор приступа са пуно личне, контемплативне слободе свесно избегавајући директни говор, задржавајући се на нивоу алузивности са дискретном дозом хумора и ироније. Самом насловном одредницом уметник даје посматрачу одређени флексибилни оквир за могућа тумачења.

### Графички опус
Ликовни језик Габриела Глида — графичара, почива на добро познатим елементима скулпторског језика који нису употребљени бучно и провокативно већ су претворени у софистициран, бираним терминима конципиран визуелни говор.
Његове графике, изведене у техникама ситоштампе и принта, које припадају циклусу „Ћилими“ почивају на мултипликацији и „преради“ познатих мотива народне радиности. У њиховом контексту наслућујемо намеру преиспитивања питања континуитета и трајања.

### Утицај мајке сликарке и оца вајара на ликовност Габриела Глида
Ликовно стваралаштво Габриела Глида, према напису његов колега Здравка Јоксимовића, 
... у себи носи  утисак елеганције и отмености, што му  обезбеђује једну посебну интелектуалну ауру. Па се стиче утисак да је он спојио и искуства уметности оба своја родитеља: ткања (мајке чувене примењене уметнице Гордане Глид) и вајања (оца Нандора Глида, који је оставио значајан траг у југословеској скулптури).

На питање колико је била његова свесна или несвесна намере у овом спајању, сам уметник одговара:
Ћилими имају везе са радом моје мајке, док наравно скулптура је нешто што ме одувек везује са радом оца.

## Изложбе
Самостално је излагао на 15 изложби a групно на више од 50.
Самостално је излагао у Београду 1991, 1993, 1995, 1996, 2000, 2007-2010, 2017; Панчеву 1994, 2003; Нишу 2001, 2018; Новом Саду 2007; у региону у Сарајеву 1991. године; у иностранству у Сингапуру 2005; Италија 2012.
Групно је излагао на Октобарском салону у Београду 1991, 1994, 2000, 2002, 2003; УЛУС-а 1992-1994, 2006, 2009; Цртеж и мала пластика 1992, 2000, 2003; Простор 1992; Перспетивес1992; Теленор 2008, 2009; Горњи Милановац 1992, 2000, 2003, 2012, 2016; Сомбор 1992; Вршцу 1994, 1996, 2009, 2019; Кикидни 1995, 2001; Панчево 1996, 1999, 2001, 2002, 2017; Зрењанин 1996; Нови Сад 1999, 2005, 2009; Краљево 2010, 2012; регион на Цетињу 1994. године; Херцег Нови 2002; Скопје 2009; Бања Лука 2009; Требиње 2019; Љубљана 2016; у иностранству у Сорији (Шпанија) 1990; Вервије (Белгија) 1997; Сведен 2000; Братислава 2000; Тел Авив 2003; Холандија 2003; Москва 2003; Сент Етиејен 2008; Солун 2009. године.

## Награде
Добитник је неколико награда из области ликовне уметности:
- Награда Златно длето УЛУС-а, Пролећна изложба, 1993 године,
- Награда за скулптуру, Бијенале минијатурне уметности Горњи Милановац, 2000 године.
- „Политикина” награда „Владислав Рибникар” за најбољу изложбу у 2018. години.[7] Ова награда је вајару Габријелу Глиду, додељена за изложбу „Виђено и невиђено”, која је одржана у октобру и новембру 2018 у Галерији савремене ликовне уметности у Нишу, у Изложбеном простору Официрског дома у Нишу. Изложба се састојала од одабраних скулптура и графике из најновијег опуса овог аутора.

- Део поставке, изложбе „Виђено и невиђено” Габриела Глида, у Изложбеном простору Официрског дома у Нишу, која је награђене „Политикином” наградом „Владислав Рибникар” за 2018.
- Графички опус уметника на изложби у Нишу (2018)
- Вајарски опус уметника на изложби у Нишу (2018)